# Simon de La Brosse
Pour les articles homonymes, voir La Brosse.
Simon de La Brosse, né le 9 octobre 1965 à Suresnes où il est mort le 17 avril 1998, est un acteur français.

## Biographie
Découvert en 1982 par Dominique Besnehard, alors qu'il a dix-sept ans et travaille comme garçon de café à Montmartre, il est aussitôt engagé par Éric Rohmer pour jouer dans Pauline à la plage, il y tient le rôle de Sylvain, le petit ami de Pauline.
Tout en se formant au Cours Florent, il enchaîne les tournages avec succès dans tout le reste des années 1980. Il joue souvent les jeunes garçons fougueux et romantiques, ou au contraire des personnages gaffeurs et fantaisistes. En 1985, il apparaît dans 37°2 le matin mais sa scène, coupée au montage, figure seulement dans la version longue du film. Après un début de carrière remarquable et fulgurant, les années 1990 sont moins fructueuses.
Il tourne également dans quelques productions télévisées américaines (dont L'Amour en héritage ou Nuits secrètes) et pour la télévision française : Le Suspect d'Yves Boisset (1988), L'Épouvantail (série Les Cadavres exquis de Patricia Highsmith, 1989), Fatale Obsession de Catherine Corsini, Une clinique au soleil de Josée Dayan (1996).
Il se suicide en 1998, peu après avoir joué dans Louise et les Marchés de Marc Rivière.
Il est incinéré et ses cendres dispersées au large de La Rochelle[réf. nécessaire].

## Filmographie

### Cinéma
- 1983 : Pauline à la plage d'Éric Rohmer : Sylvain[5]
- 1983 : Garçon ! de Claude Sautet : Philippe
- 1985 : Glamour de François Merlet : Rémy
- 1985 : La Vie de famille de Jacques Doillon : Cédric
- 1985 : L'Effrontée de Claude Miller : Jacky Castang[6]
- 1986 : Désordre d'Olivier Assayas : Gabriel
- 1986 : 37°2 le matin de Jean-Jacques Beineix (version longue) : le jeune gardien braqué
- 1987 : Buisson ardent de Laurent Perrin : Henri
- 1987 : Travelling avant de Jean Charles Tacchella : Donald
- 1987 : Les Innocents d'André Téchiné : Stéphane
- 1988 : La Petite Voleuse de Claude Miller : Raoul[7],[8]
- 1990 : Après après-demain de Gérard Frot-Coutaz : Paul[6]
- 1990 : Strike It Rich de James Scott : Philip
- 1990 : Les Arcandiers de Manuel Sánchez : Tonio[6]
- 1991 : L'Amour extrême (Ao fim da noite) de Joaquim Leitão : Jorge
- 1993 : L'Ombre du doute d'Aline Issermann : l'inspecteur de la BPM[6]
- 1994 : Des feux mal éteints de Serge Moati : Travaire[6]

### Télévision
- 1984 : Nuits secrètes (Lace) de William Hale (mini-série) : Alexandre Chazelle[9]
- 1984 : L'Amour en héritage (Mistral's Daughter) de Douglas Hickox et Kevin Connor (mini-série) : le garçon aux fleurs
- 1985 : Nuits secrètes 2 (Lace II) de William Hale (mini-série) : Alexandre Chazelle
- 1986 : La Griffe du destin (Sins) de Douglas Hickox (mini-série) : le coursier
- 1988 : Sueurs froides (série télévisée), épisode La Panne de Michel Leroy : Mathieu, le pion
- 1989 : Le Peloton d'exécution (Firing squad) (téléfilm) de Michel Andrieu : Denis Fremont
- 1989 : Le Suspect (téléfilm) d'Yves Boisset
- 1990 : Les Cadavres exquis de Patricia Highsmith (Chillers) (série télévisée), épisode L'Epouvantail (Slowly, Slowly in the Wind) de Maroun Bagdadi : Jean
- 1990 : Un comédien dans un jeu de quilles (mini-série) d'Hervé Baslé : Thierry
- 1991 : Haute tension (série télévisée), épisode Fatale obsession de Catherine Corsini : Antoine
- 1991 : L’Ordinateur amoureux (téléfilm) d'Henri Helman : Michel Allard
- 1995 : Fausto et la dame blanche (Il grande Fausto) (téléfilm) d'Alberto Sironi : Gino Bartali
- 1996 : Les Liens du cœur (téléfilm) de Josée Dayan : William
- 1996 : L'Enfant du secret (téléfilm) de Josée Dayan : Denis
- 1996 : Une clinique au soleil (Titre initialement envisagé : La passion du docteur Bergh) (téléfilm) de Josée Dayan : Ange Orsini
- 1998 : Louise et les Marchés (mini-série) de Marc Rivière : Rodolphe Farouz